# Amaranth Advisors
Amaranth Advisors LLC war eine US-amerikanische Investment-Gesellschaft und ein Multi-Strategie-Hedge-Fonds, der von Nicholas Maounis gegründet war und seinen Firmensitz in Greenwich, Connecticut hatte. Die Gesellschaft hatte bis zu 9 Milliarden US-Dollar zu Anlagezwecken zur Verfügung. Sie brach im September 2006 zusammen, nachdem sie mehr als 6 Milliarden US-Dollar bei Futures mit Erdgas verloren hatte. Der Verlust dieser Firma war eine der größten je bekanntgewordenen Handelsniederlagen in der Wirtschaftsgeschichte.

## Geschichte
Die Gesellschaft wurde im Jahr 2000 von Nicholas Maounis gegründet und nahm ihren Firmensitz in Greenwich, Connecticut. Über die meiste Zeit ihrer Tätigkeiten waren Arbitrage-Geschäfte der Gewinnbringer.
In den Jahren 2004 und 2005 verlagerte die Gesellschaft ihren Schwerpunkt hin zum Energiehandel, ausgelöst von dem Kanadier Brian Hunter, der in den Markt mit Erdgas investierte. Hunter hatte enorme Profite gemacht, indem er 2005 nach dem Hurrikan Katrina „bullish“ auf den Erdgaspreis wettete. Hunter investierte mächtig in Erdgas-Futures, die sich zu einem Verlust von 6,5 Milliarden US-Dollar aufbauten, als die Preise sich nicht wie erwartet entwickelten und ein „eiskaltes Bad“ nahmen. Diese Geschehnisse führten zu einer Debatte und zu beträchtlicher Medien-Aufmerksamkeit in der Öffentlichkeit über die Frage von Risikomanagement-Praktiken, um katastrophale Verluste zu vermeiden.
Der Fonds hatte ca. 9 Milliarden US-Dollar in seiner Verwaltung; Berichte wiesen aus, dass die Verluste 65 Prozent ihrer Gesamtinvestitionen betrugen. Amaranth übertrug sein Energie-Portfolio an dritte Parteien, Citadel LLC und JPMorgan Chase. Am 29. September 2006 sandte der Gründer von Amaranth einen Brief an die Mitglieder des Fonds, dass er die Geschäftstätigkeit aussetze, und am 1. Oktober 2006 engagierte Amaranth die Fortress Investment Group, um ihre Vermögenswerte zu liquidieren.
Am 25. Juli 2007 lud die Commodity Futures Trading Commission (CFTC) Amaranth und Hunter wegen versuchter Marktmanipulation der Futures auf den Erdgaspreise und wegen Falschbeauskunftung in die New York Mercantile Exchange (NYMEX) vor. Zusätzlich beschuldigte die Federal Energy Regulatory Commission Amaranth, Hunter und den Händler Matthew Donohoe der Markt-Manipulation. Die CFTC und die FERC hatten verschiedene, widersprüchliche Versionen, was Hunter getan haben sollte, und streiten sich momentan über die Rechtsprechung hierzu.
Am 22. Januar 2010 urteilte ein Richter der Federal Energy Regulatory Commission, dass Hunter die Anti-Manipulations-Regeln der Kommission verletzt habe. Die Richterin Carmen Cintron befand, dass „Hunter absichtlich den Settlement Price der infrage stehenden Erdgas-Futures-Verträge manipuliert“ habe. Seine Handelsaktivität war speziell darauf angelegt, den Preis für Erdgas an der NYMEX abzusenken, um an den „Swap Positions anderer Geschäfte zu verdienen“. Diese Entscheidung steht zur Revision seitens der Kommission an.
Amaranth reichte eine Klage gegen JP Morgan ein mit dem Anspruch, eine Milliarde US-Dollar der Verluste ersetzt zu erhalten, mit der Begründung, dass die Bank in den Geschäftsbetrieb eingegriffen habe, um mit Goldman Sachs und Citadel bessere Geschäfte abzuschließen.